# Третій стиль давньоримських фресок

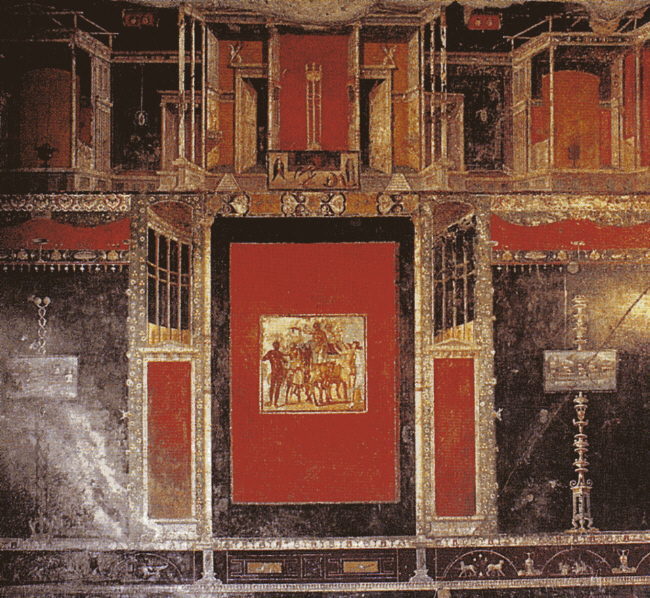
Будинок Лукреция Фронто, Помпеї.

Третій стиль давньоримських фресок — різновид декору давньоримських фресок початку 1 століття н. е.

## Зміна стилістики

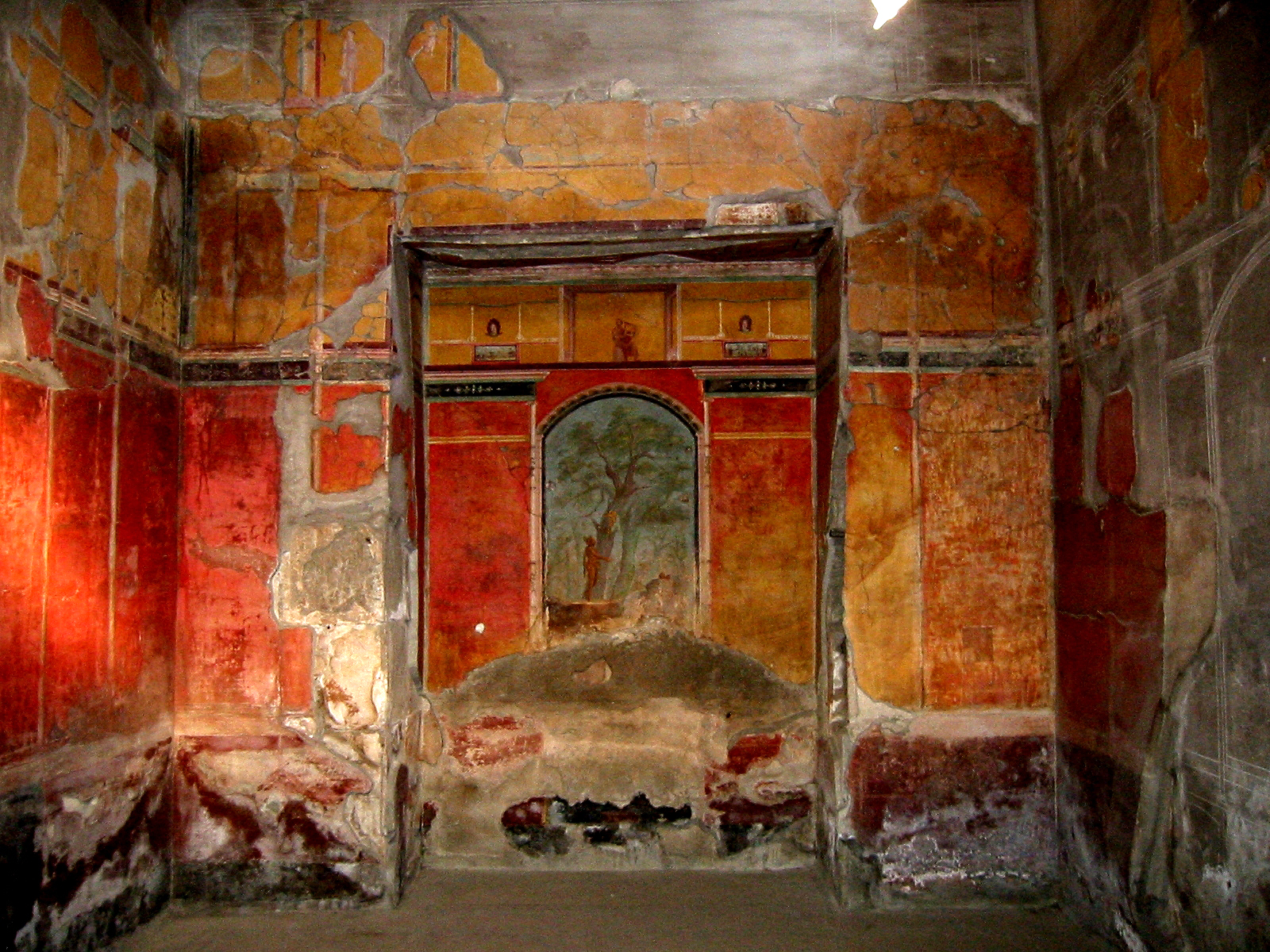
Фрески Вілли в Оплонтісі (сучасний Торре-Аннунціата біля Неаполя).

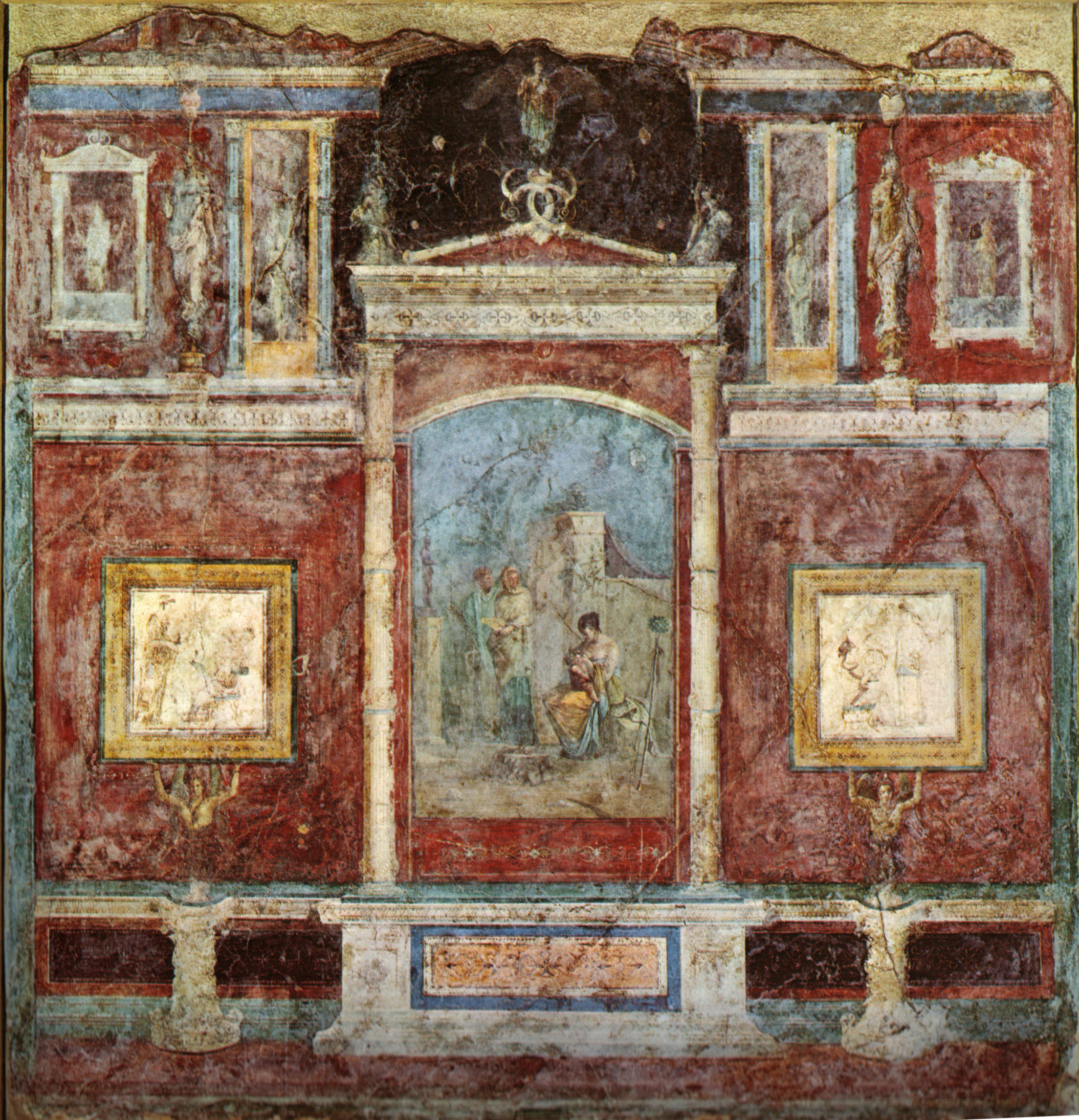
Фрески Каза деї Фарнезіна, Рим. Експонат Національного римського музею.

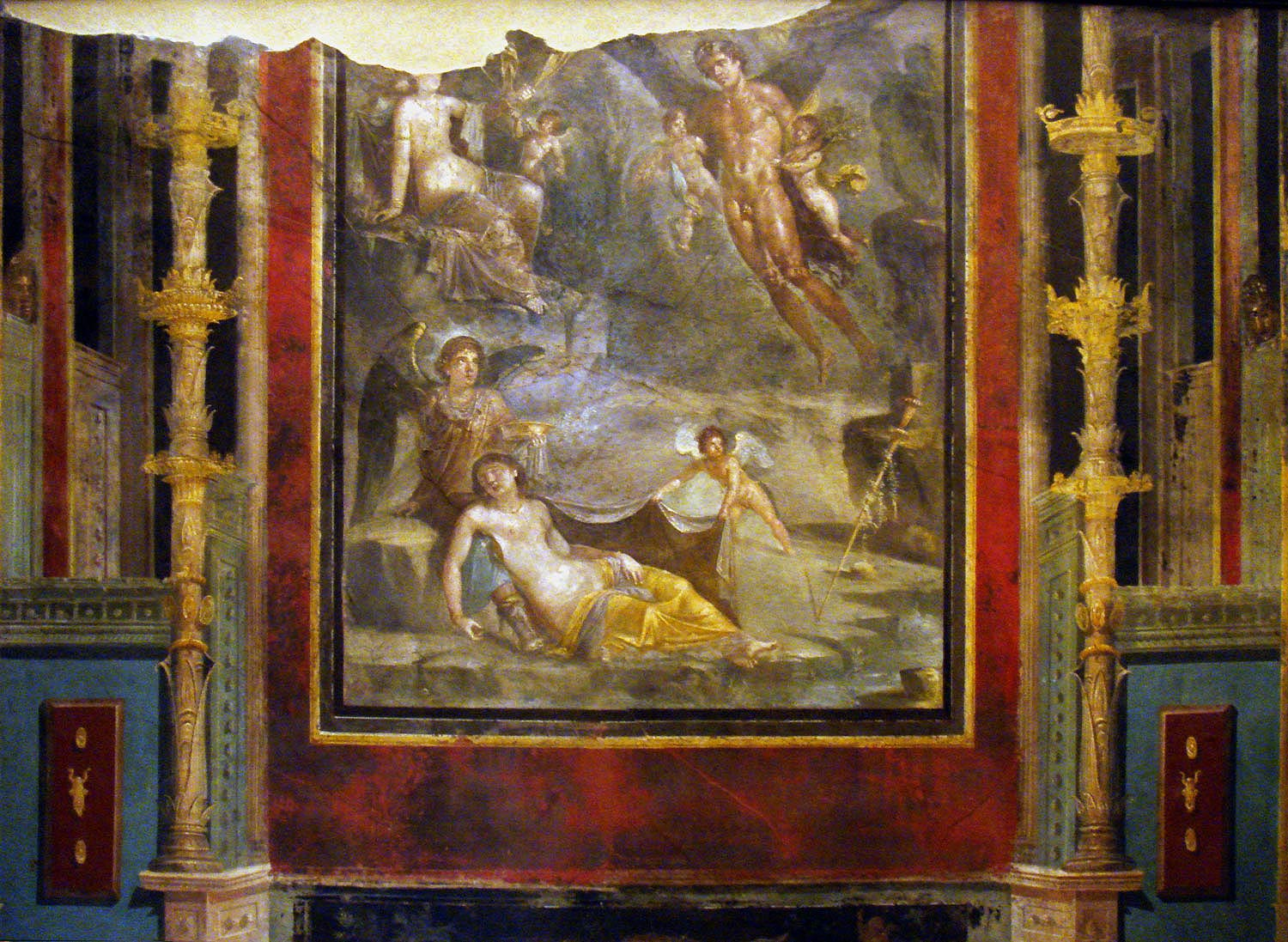
Фреска «Зефір і Хлора». Національний археологічний музей (Неаполь)

У декоративне мистецтво Риму прийшла нова генерація художників. Стилістика фресок міняється, водночас не здають своїх позицій і майстри Другого стилю. Римська імперія пройшла через етап громадянської війни. Прийшли роки перших імператорів, обережності і миру, коли громадянам стануть важливі безпека і захищеність. В Третьому стилі відбилися як прагнення до безпеки і захищеності, так і потяг до пишноти, до розкошів. Зразки фресок в імператорському Римі і в Помпеях, районі вельможних вілл, схожі за властивостями. Стіни знову прикрашають панелями яскравих тонів, але їх колорит обмежений червоними та чорними, білими фарбами. Стінописів з перспективами, пейзажами, напіввідчиненими дверима мало. Стінам повернуто їх площину. Панелі відокремлюють одну від одної тонкими колонками, канделябрами, нібито створеними ювелірами. Це вигаданий, казковий світ етеру, де мешкають тендітні істоти і крилаті творіння. Орнаменти переважають, тому Третій стиль часто називають орнаментальним.
Саме подібні фрески знайдені холодній кімнаті на віллі в Оплонтісі. Середній регістр стіни має червоні панелі, облямовані тонкими колонками. Поверху йде мальований карниз і панелі з декоративними істотами та орнаментальними вставками. Лише в центрі залишене місце для фрески на міфологічний сюжет («Геракл в саду Гесперід»), де подано поодиноку фігуру героя серед дерев в міфічному саду.
Площини панелей або залишають порожніми, або використовують як тло для картин в рамах. Каза деї Фарнезіна — це залишки давньоримської вілли, знайденої 1880 року в садах на березі річки Тибр, що належали родині Фарнезе, звідси назва. Серед різних комор і залів вілли знайдений і екус (вітальня) з пошкодженими фресками Третього стилю. На червоному тлі панелей подано картини в рамах чи архітектурні ніші зі скульптурами. Це умовний світ чи то кабінету прихильника мистецтв, чи то декорація в саду. Фрески вілли в Каза деї Фарнезіна навіть порівнюють з уславленим циклом фресок Вілли Містерій, хоча тут переважають декоративні, а не сюжетні стінописи. В стінописах спрощеного варіанту на панелях подані якісь танцюючі або літаючі постаті. Тонкі, вишукані деталі цих фресок примушують глядача роздивлятися їх довго і з близької відстані.

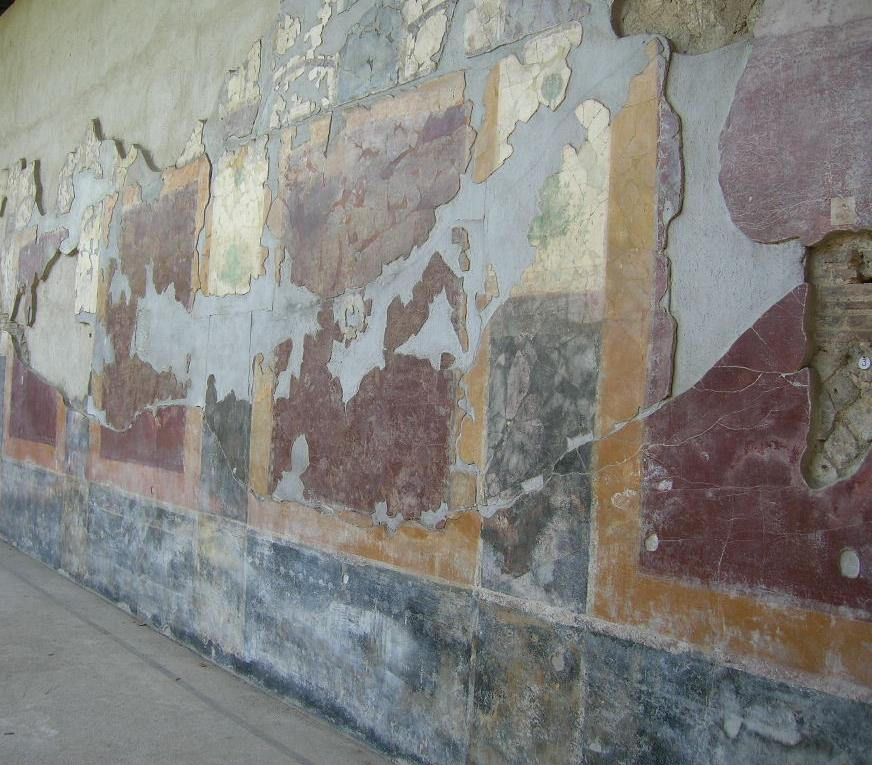
Стабії, Третій стиль давньоримських фресок.
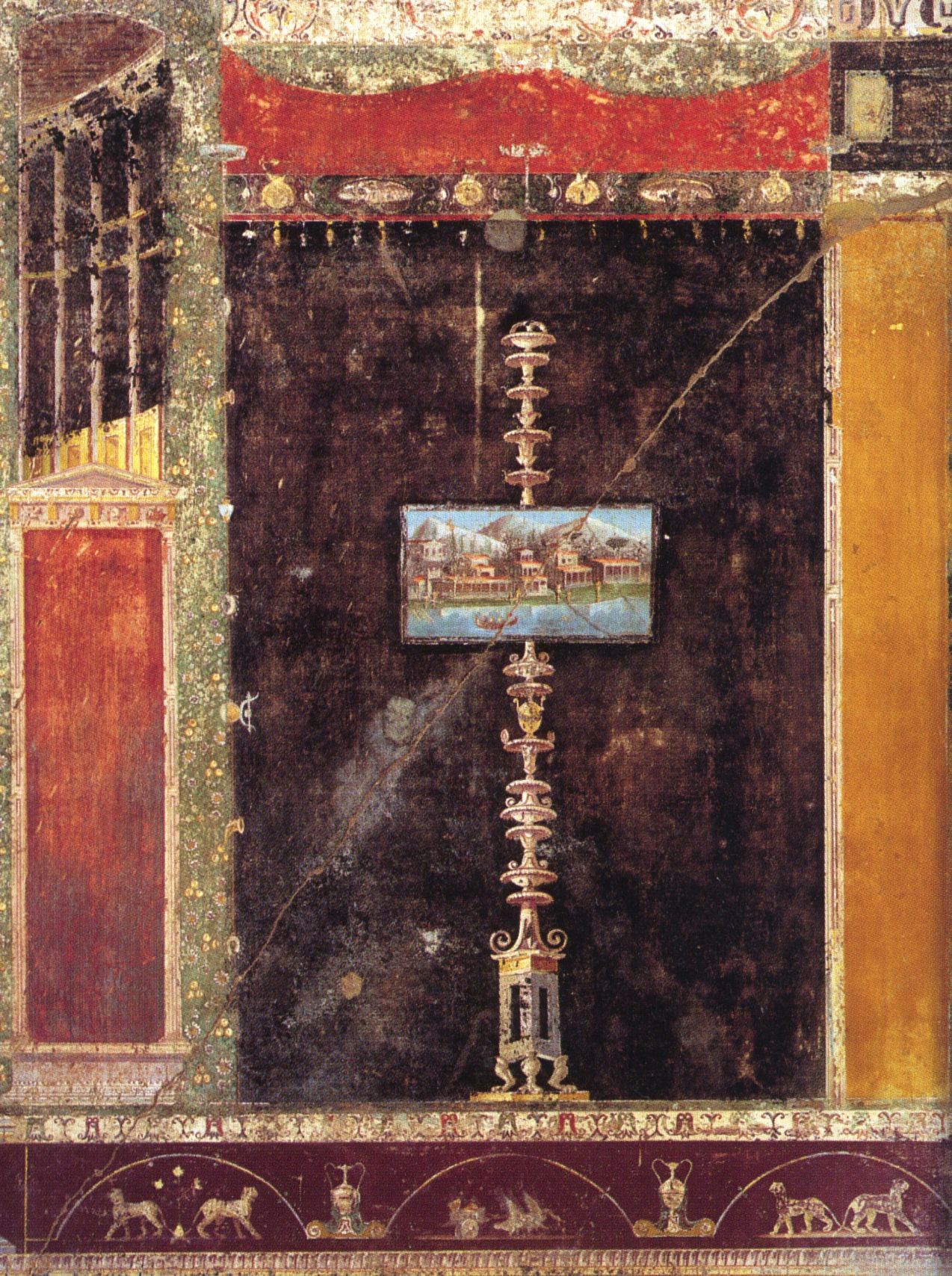
Помпеї, фрески Будинку Марка Лукреція Фронтона.
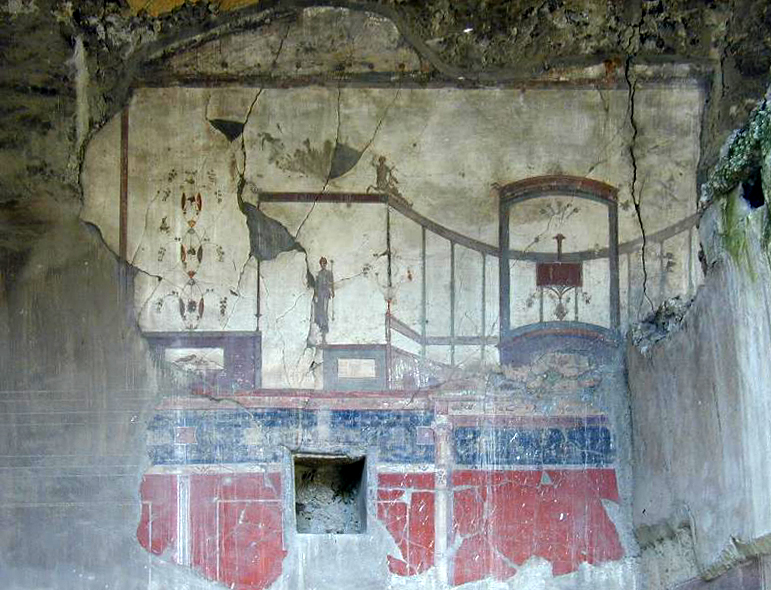

## Стінописи в Золотому будинку Нерона

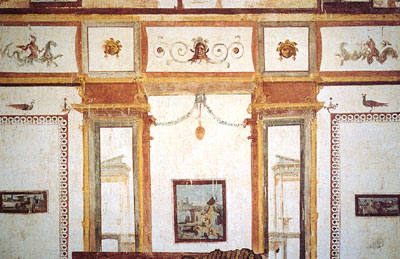

Золотий будинок імператора Нерона — давньоримська споруда доби імператорського Риму 1 століття нашої ери. Палац був побудований за особистим наказом Нерона у 68 році, після знаменитої пожежі, яку, за легендою, влаштував сам Нерон.
Його купол архітектори прикрасили золотом (звідси і друга назва споруди). Усередині стіни були оброблені слоновою кісткою і перлами. Імператор не встиг вдосталь насолодитися цією розкішшю. У тому ж році Нерон наклав на себе руки.
Парадну резиденцію імператора теж прикрашали фрески, схожі з модними фресками Третього стилю. Законсервовані з часом рештки палацу і підземні зали були випадково відкриті в папському на той час Римі в 15 столітті. Фрески, добре збережені в ґрунті, почали псуватися від вологи і змін температури повітря. Фрески Золотого будинку імператора Нерона досліджував художник Рафаель Санті. Їх мотиви використані ним і художниками його майстерні для створення стінописів папських Лоджій в Ватикані. Сучасні обвали склепінь і стель Золотого будинку в 20 столітті, можливо, спричинили відсутність ремонтів, консервації і дощі.

## Помпейська їдальня у російському ІмператорськомуЕрмітажі

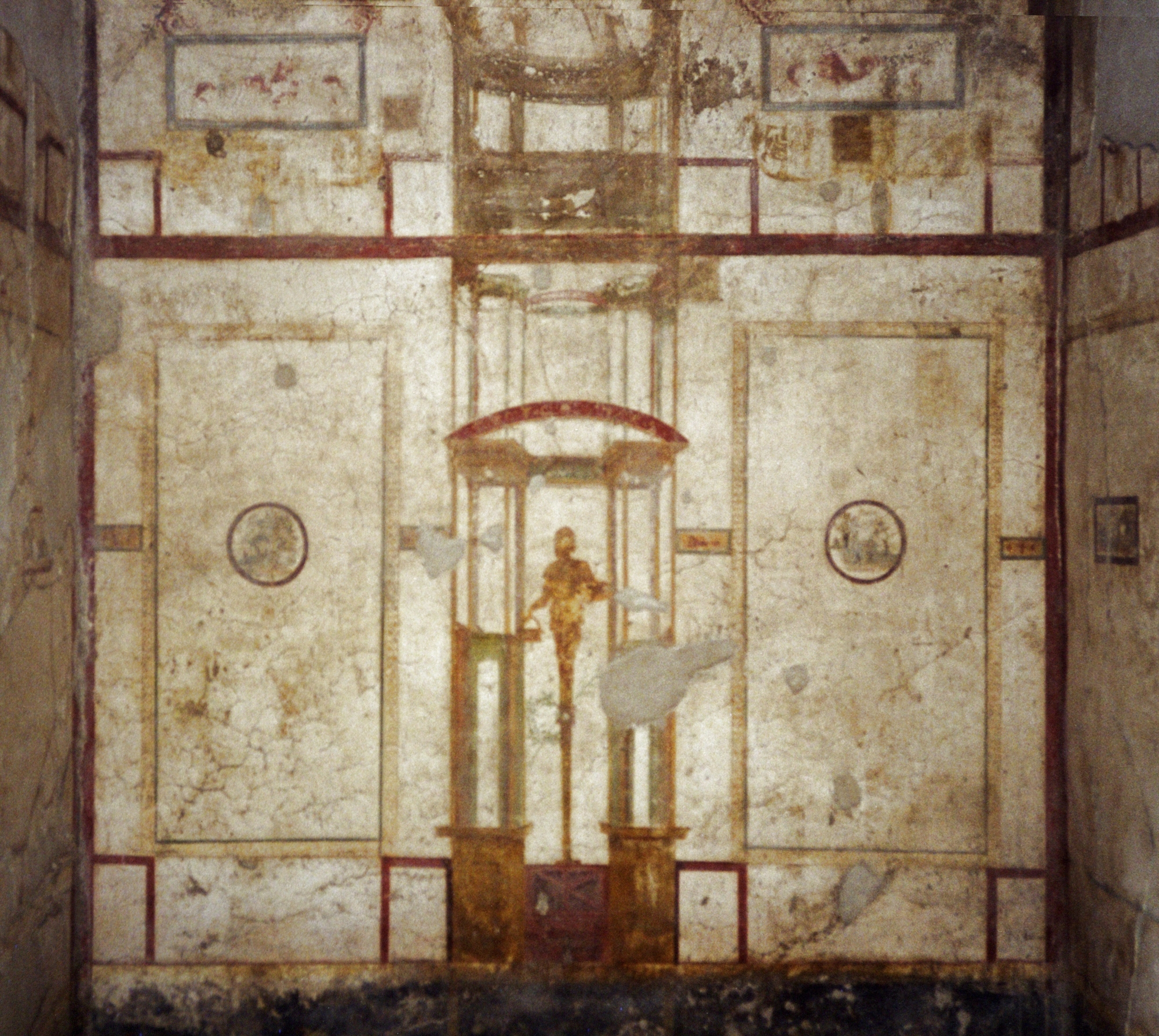
Будинок Октавіо Кварция, Помпеї. Фрески на білому тлі.

Третій стиль давньоримських фресок (варіант Золотого будинку імператора Нерона) справив сильне враження і на митців 19 століття. Про їх химерну, казкову красу згадав і архітектор і декоратор Брюллов Олександр Павлович (1798—1877), брат Карла Брюллова. Декоратор-еклектик, Олександр Брюллов — відомий представник стилів історизму (еклектика). Після пожежі Зимового палацу 1837 року його залучили до створення нових інтер'єрів царської резиденції в модних стилях. Брюллов і запропонував — * готику для будуара імператриці та для Готичної зали
- необароко для Рожевої вітальні
- Помпейський стиль для Малої або Помпейської їдальні.

За зразок були взяті декоративні мотиви Третього стилю давньоримських фресок. Розвинена уява про ансамбль спонукала архітектора і дизайнера інтер'єрів поклопотатися як про декор стін, так і про меблі. Декор стін створив італієць Терцані в техніці «скальоло». На заґрунтовану стіну переносили майбутній малюнок в відповідному масштабі. Тиньк стіни прорізали по малюнку, а отримані заглибини заповнювали кольоровим стюком і додатково шліфували. Техніка була розповсюджена на Сході і самій Італії. В Російській імперії її використали практично вперше. Не менше враження справляв і гарнітур білих меблів, розфарбованих в тому ж Третьому стилі. Нові володарі Зимового палацу мало цінували унікальний декор Помпейської їдальні. Його недбало здерли, замінивши 1894 року на біле ліплення на білому ж тлі і декілька гобеленів. Від унікального ансамблю інтер'єру Помпейської їдальні залишились нині лише спогади, малюнки і меблі.